# Transmisión tradicional
Transmisión tradicional es un rasgo de diseño de los lenguajes humanos el cual fue desarrollado por el antropólogo Charles F. Hockett para distinguir los rasgos humanos de lenguaje a los que usan los animales para comunicarse. Él descubrió trece rasgos los cuales tienen todos los idiomas humanas. Los animales usan unos de estos rasgos para comunicarse uno con el otro, pero nunca usan todos. Transmisión tradicional refiere al hecho de que todos los idiomas humanas se aprenden en situaciones sociales. Aunque hay desacuerdo a cerca de la capacidad lingüística con que se nace un ser humano, es hecho de que la única manera en que los seres humanos aprenden un idioma y luego lo refine mientras que crezcan esta en situaciones sociales.
- Datos: Q6151690